# Швиркстс, Андрейс
Андрейс Швиркстс (латыш. Andrejs Švirksts; 23 мая 1897, Упениеки, Двинский уезд — 3 октября 1955, Починок, Кстовский район) — латвийский политический и общественный деятель. Городской голова (мэр) Даугавпилса в 1938—1940 годах.

## Биография
Родился в 1897 году в селе Упениеки Двинского уезда Витебской губернии в семье крестьянина. Получил образование в Ливанской школе. С 1915 по начало 1917 года работал железнодорожником, затем был призван в российскую армию по мобилизации. Участвовал в Первой мировой войне. После подписания Брестского мира демобилизовался, окончил учительские курсы и в 1919 году был назначен директором начальной школы в Ерсике.
Участник войны за независимость Латвии. После окончания боевых действий занялся общественной и политической деятельностью. С 1921 по 1937 годы работал в Даугавпилсском уездном правлении, в 1928—1937 годах — его председатель. Активно способствовал развитию образования в сельской местности. Под его руководством было построено множество сельских школ в уезде, в том числе в Ерсике, Сутри, Индре, Даугавиеши, Калниеши и Пиедруе.

## Городской голова Даугавпилса
1 января 1938 года Андрейс Швиркстс возглавил управление города Даугавпилс после ухода предыдущего мэра Яниса Волонтса на пост министра народного благосостояния Латвии. Активно развивал городское строительство. При его руководстве в городе открыты Даугавпилсский краеведческий и художественный музей и Дом единства, активно развивалась культурная и светская жизнь. После присоединения Латвии к СССР, как бывший участник освободительного движения, был отправлен в отставку со своего поста новым просоветским министром внутренних дел Вилисом Лацисом 11 июля 1940 года, и заменен более благонадёжным с точки зрения новой власти старшим агрономом Даугавпилса Янисом Анцансом.

## Дальнейшая жизнь
14 июня 1941 года был арестован в своём доме в Даугавпилсе и обвинён в антисоветской пропаганде и агитации. До суда выслан в ВятЛаг, где 17 ноября 1941 года приговорён к расстрелу. 16 декабря 1941 года приговор был заменён 10 годами исправительно-трудовых лагерей. Отбыв весь срок полностью, освобождён в 1951 году с запретом проживания в крупных городах СССР и возвращения в Латвийскую ССР. После освобождения поселился в деревне Починок Кстовского района Горьковской области, где и умер 3 октября 1955 года.

## Семья
Был женат, имел двух дочерей.
- Астрида (1927—2013)[1]. Удостоена звания Почётный даугавпилчанин.
- Лигия (1929—2019)[2][3].

## Награды
- Орден Трёх звезд V степени (1932)
- Орден Виестура V степени
- Крест Признания III степени (1938)
- Крест Заслуг айзсаргов

## Память
На стене Дома Единства в Даугавпилсе по ул. Ригас, 22а, 17 ноября 2011 года открыта мемориальная плита А. Швиркстсу. На церемонии присутствовали две его дочери — Лигия Плотко и Астрида Петашко, их дети и внуки.